# Wulf von Ahlefeldt
Wulf von Ahlfeldt (1689 – 19. april 1777) var en holstensk godsejer og dansk gehejmeråd, herre til Lindau og Königsförde.
Han var en søn af Johann Heinrich von Ahlefeldt (1668-1741) og Margrethe f. von Qvalen (død 1737). Ahlefeldt blev indskrevet ved universitetet i Kiel 1704 og fik 1711 rejsepas til en udenlandsrejse til Italien og Frankrig. 1731 blev han landråd i Holsten, 1744 klosterprovst i Itzehoe og Slesvig by, senere, 1756 gehejmeråd, Ridder af Dannebrog 1747, 1766 gehejmekonferensråd, 1773 Ridder af Elefanten. Han var gift med Bertha Cathrine von Ahlefeldt. Han døde 19. april 1777.